# جراحی کولورکتال

جراحی کولورکتال (انگلیسی: Colorectal surgery) یا پروکتولوژی (proctology) رشته‌ای در پزشکی است که به بررسی، شناخت و درمان اختلالات روده بزرگ (کولون)، راست‌روده (رکتوم) و مقعد مربوط می‌باشد. پزشکان متخصص در این رشته جراح کولورکتال نامیده می‌شوند. پزشکان در ایران و سایر کشورهای جهان برای تبدیل شدن به یک جراح کولورکتال باید پس از پایان دوره ۴ ساله دستیاری جراحی عمومی، به مدت ۱٫۵ سال دوره تکمیلی تخصصی (فلوشیپ) جراحی کولورکتال را بگذرانند.

## محدوده تخصص
اختلالات جراحی کولورکتال عبارتند از:
- واریس یا تورم و التهاب سیاهرگ‌های راست‌روده و مقعد (بواسیر)
- ترک یا پارگی غیرطبیعی مقعد (شقاق مقعد)
- اتصالات یا گذرگاه‌های غیرطبیعی میان راست‌روده یا سایر ناحیه‌های روده به سطح پوست (فیستول)
- وضعیت‌های حاد یبوست
- بی‌اختیاری مدفوع
- بیرون‌زدگی دیواره‌های راست‌روده از طریق مقعد (افتادگی راست‌روده)
- اختلالات مادرزادی همچون مقعد سوراخ‌نشده
- اختلالات کولیک شدید مانند بیماری کرون
- سرطان روده بزرگ و راست‌روده (سرطان روده بزرگ)
- تغییر موقعیت ناحیه رکتوم در صورت افتادن
- سرطان مقعد
- آسیب به مقعد
- برداشتن اجسام واردشده به مقعد